# کنارسیاه (قشم)
کنارسیاه، روستایی در دهستان دولاب بخش حرا شهرستان قشم در استان هرمزگان ایران است.

## جمعیت
بر پایه سرشماری عمومی نفوس و مسکن در سال ۱۳۹۵، جمعیت این روستا برابر با ۳۶۳ نفر (۱۲۸ خانوار) بوده‌است.